# Chromodoris orientalis
Chromodoris orientalis is een slakkensoort uit de familie van de Chromodorididae. De wetenschappelijke naam van de soort is voor het eerst geldig gepubliceerd in 1983 door Rudman.